# Stigmatophora disticha
Stigmatophora disticha là một loài bướm đêm thuộc phân họ Arctiinae, họ Erebidae.